# 计算尺
算尺，也称计算尺、对数计算尺或滑尺（英語：Slide rule），是一种模擬計算機，通常由三个互相锁定的有刻度的长条和一个滑动窗口（称为游标）组成。在1970年代之前广泛使用于对数计算，之后被电子计算器所取代，成为过时技术。

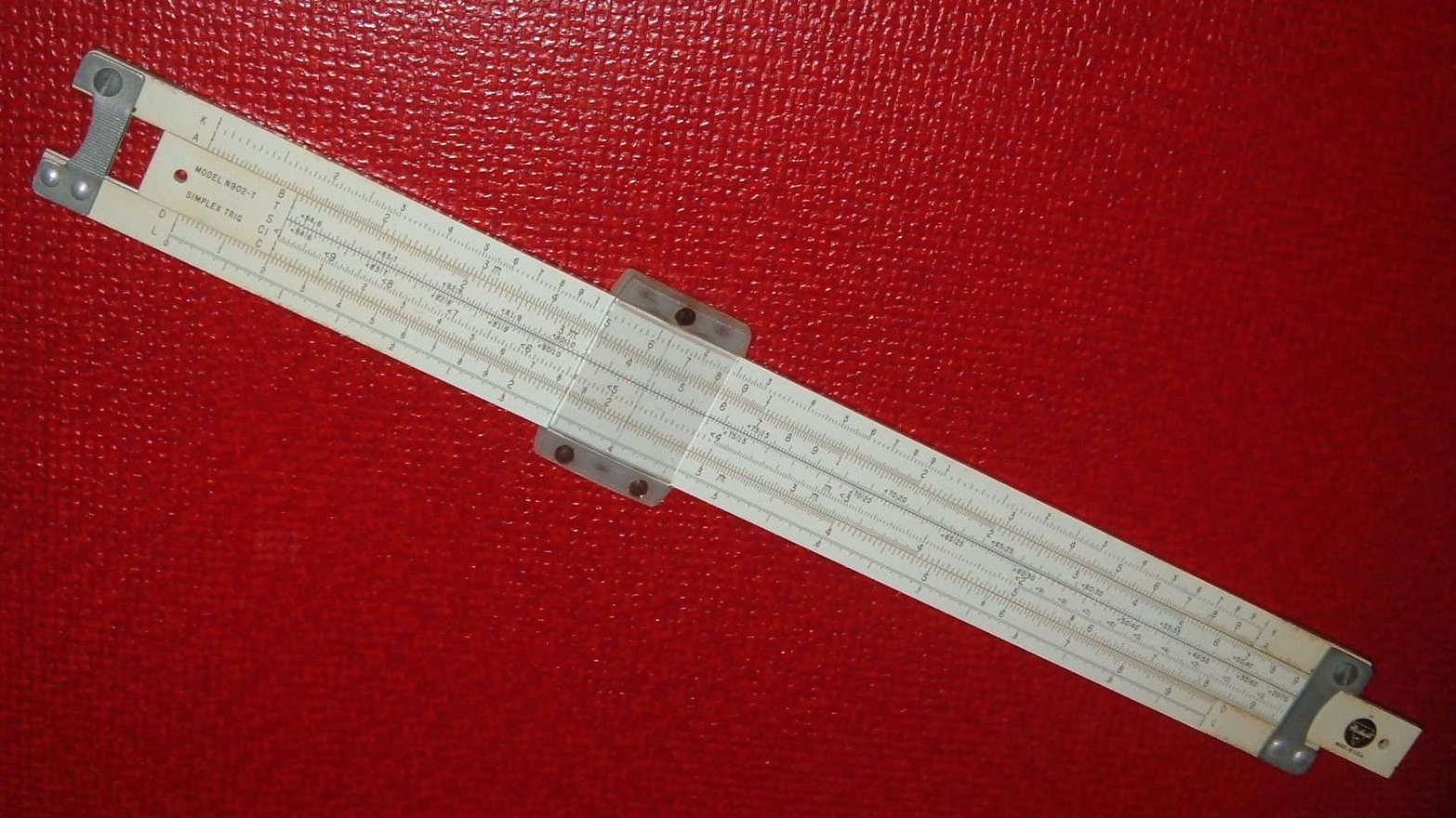
一个10英寸长学生用计算尺 Pickett N902-T simplex trig 。

## 基本概念

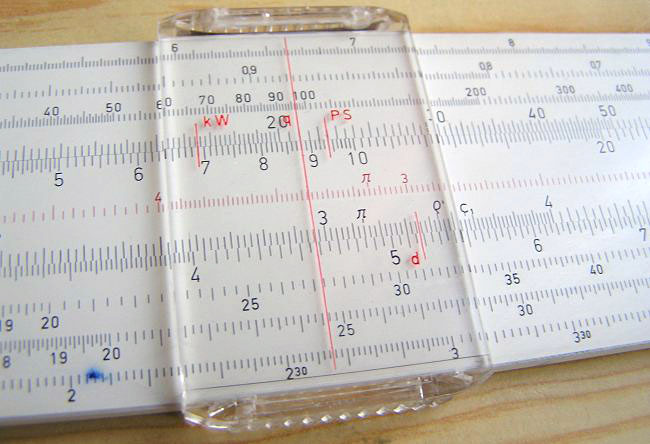
滑竿上的游标

在其最基本的形式中，算尺用两个对数标度来作乘法除法这种在纸上进行既费时又易出错的常见运算。算尺本身只提供结果的数字序列，用户通过估计决定小数点在结果中的位置来获得最终结果。在包含加减乘除的计算中，加减通常在纸上进行，而非算尺上。
实际上，就是最基本的学生用算尺也远远不止两个标度。多数算尺由三个直条组成，平行对齐，互相锁定，使得中间的条能够沿长度方向相对于其他两条滑动。外侧的两条是固定的，使得它们的相对位置不变。有些算尺（"双面"型）在尺和滑杆的两面都有刻度，有些在外条的单面和滑杆的两面有刻度，其余的只有一面有刻度（"单面"型）。一个滑动标记有一个或多个竖直的对齐线用于在任何一个刻度上记录中间结果，也可用来找出不相邻的刻度上的对应点。
更复杂的算尺可以进行其他计算，例如平方根，指数，对数，和三角函数。
通常，数学计算通过把滑动杆上的记号和其他固定杆上的的记号对齐来进行，结果通过观察杆子上的其他记号的相对位置来读出。

## 运算

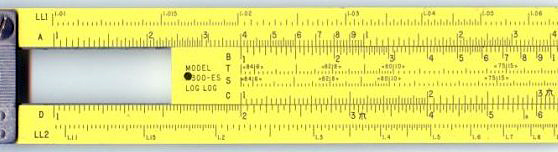
算尺被用来计算乘以2。D标度上的每个数是上面的C标度上的数字的两倍。

### 乘法
下图显示了一把有两个对数刻度的简化算尺。也就是说，一个数字{\displaystyle x}印在每把尺的离"索引"(用数字1标记)的距离和{\displaystyle \log x}成正比的地方。
根据{\displaystyle \log(xy)=\log(x)+\log(y)} 和 {\displaystyle \log \left({\frac {x}{y}}\right)=\log(x)-\log(y)}这两个法则，对数把乘法和除法操作变为加法和减法。
把顶部刻度向右滑动{\displaystyle \log(x)}的距离把每个数字{\displaystyle y}（位于顶部刻度{\displaystyle \log(y)}的位置）和底部刻度{\displaystyle \log(x)+\log(y)}位置对齐了。因为{\displaystyle \log(x)+\log(y)=\log(xy)}，底部刻度的这个位置标记为{\displaystyle xy}，也就是{\displaystyle x}和{\displaystyle y}的积。
下面的图示显示了2乘其它任何数字。上面刻度的索引（1）和下面刻度的2对齐了。这把整个上刻度右移了{\displaystyle \log(2)}的距离。上刻度的数字（乘数）和下刻度上的乘积对应。例如，上刻度的3.5和下刻度的乘积7对齐，而4和8对齐，等等，如图所示:
操作可能会"超出范围"。例如上图显示上刻度的7没有任何下刻度的数字对齐，所以它没有给出{\displaystyle 2\times 7}的答案。在这种情况下，使用者可以把上刻度往左移一点，乘以0.2而不是2，如下图所示:
这里，算尺的使用者必须记得相应的调整小数点以得到最后答案。我们要找到{\displaystyle 2\times 7}，但是我们实际上计算了{\displaystyle 0.2\times 7=1.4}。所以真正的答案是14而不是1.4.

### 除法
下图展示了运算5.5÷2的过程。上面的2与下面的5.5对齐，而上面的“1”刻度线则对应商2.75。做除法的方式不止一种，但此处展现的方法不会导致最终结果越界（最终结果不在尺上）。使用者可以选择使用两端的两个“1”刻度中的任意一个。

### 其他运算

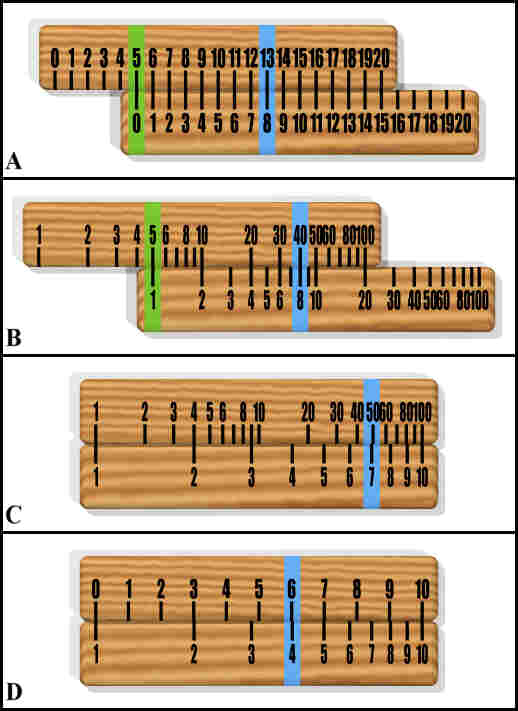
A：加法或減法：
B：乘法或除法：
C：求一數的平方根：
D：求一數的常用對數值：

除了对数刻度，有些算尺还有其他数学函数刻录在辅助刻度上。最常见的有三角函数，通常有正弦和正切，常用对数（log10，用于取一个乘数刻度上的值的对数)，自然对数（ln）和指数函数（ex）刻度。有些尺包含一个畢達哥拉斯刻度，用来算三角形的边，还有一个算圆的刻度。其它的有计算双曲函数的刻度。在直尺上，刻度和它们的标示是高度标准化的，主要的变化在于哪些刻度被包括进来以及出现的次序。:
| A, B        | 双-十对数刻度                                          |
| C, D        | 单-十对数刻度                                          |
| K           | 三-十对数刻度                                          |
| CF, DF      | 从π而不是1开始的C和D刻度                               |
| CI, DI, DIF | 倒数刻度，从右到左                                     |
| S           | 用于在D刻度上找正弦和余弦                              |
| T           | 用于在D和DI刻度上找正切                                |
| ST          | 用于小角度的正弦和正切                                 |
| L           | 线性刻度，和C及D刻度配合使用来找基数为10的对数和10的幂 |
| LLn         | 一套对数的对数刻度，用于找自然对数和指数               |

| \| \| \|                         |  |
| 一把K&E 4081-3算尺的正面和反面。 |  |
|                                  |  |

#### 求根和幂
有单-十（C和D）、双-十（A和B）和三-十（K）刻度。例如，要计算{\displaystyle x^{2}}，我们可以在D上找到x，从A上读出它的平方。把这个过程反过来，我们可以计算平方根，同样3、1/3、2/3和3/2次幂都可以这样算。在刻度上找底x的时候必须小心，有时候会有不只一个地方出现x。例如，A刻度上有两个9，要找9的平方根，我们必须使用第一个9；用第二个9就会给出90的平方根。

#### 三角函数
对于5.7（即{\displaystyle \sin ^{-1}(0.1)}）到90度之间的角度，正弦可以通过比较S刻度和C或D找到。S刻度有第二套角度（有时会用不同的颜色），从反方向增大，这是用来算余弦的。正切可以通过比较T刻度和C, D刻度，或者，对于大于45的角，可以比较CI刻度。小于5.7度的角的正弦和正切可以使用ST刻度找到。反三角函数可以用相反的过程找。

#### 对数和指数
以10为底的对数和指数可以用L刻度找到，它是线性的。底是e的时候要用LL刻度。

#### 加法和减法
计算尺通常不用做计算加法和减法，但也并非不可能。做加减法需要用到两种独特的方法。
第一种方法是将加减法变为乘除法。做加法时，将两数之商加1，然后乘以除数即得结果；做减法时，将两数之商减1，然后乘以除数即得结果。
{\displaystyle x+y=\left({\frac {x}{y}}+1\right)y.}
{\displaystyle x-y=\left({\frac {x}{y}}-1\right)y.}
这种方法类似于带有高速对数运算电路的专用计算机（比如GRAPE超级计算机）和隐马尔可夫模型的计算方式。
第二种方法利用可滑动的L刻度（线性刻度）。L刻度上的数字线性分布，计算式只需将尺向左（减）或向右（加）滑动即可读出结果。

## 物理设计

### 标准直算尺
算尺的长度以刻度的长度而论，不是一整个设备的长度而论。最常见的高端算尺是10英寸双工尺，而学生尺经常是10英寸单工。袖珍尺通常是5英寸长。
通常分隔记号标到两位有效数字的精度，然后用户估算第三位数字。有些高端尺子有带放大镜的游标，能使精度加倍，使得10英寸尺和20英寸尺一样好用。
有一些小技巧可以用来增加方便性。三角刻度有时候有两个标记，一个黑一个红，标着互补的角度，这就是所谓"Darmstadt"风格。双工算尺经常在背面复制有些刻度。刻度经常被"分裂"以取得更高的精度。
特殊的算尺被设计用来适合不同的工程，商业和银行的用途。这些经常把常用计算直接用特殊刻度表示，例如，贷款计算，最佳买入数量，或者特殊的工程方程。

### 圆算尺
圆算尺有两种基本类型，一种有两个游标，另外一种有一个活动圆盘和一个游标。圆算尺的基本优点在于最长的尺寸缩小到大约3倍（也就是π倍）。例如，一把10 cm圆算尺和一把30 cm普通算尺的精度相当。圆算尺也消除了"越界"计算，因为刻度被设计为"环绕"的;它们从不需要在结果接近1.0的时候重定向——尺子总是在界内的。
圆算尺在机械方面更为强壮，活动更平滑而且比直算尺更精确，因为他们只依赖于一个中央轴承。中央支撑很少脱开。轴承也避免了划伤表面和游标。只有最昂贵的直算尺才提供这些特性。
最高精度的刻度放在最外环。高端的圆算尺不用"割裂"式刻度，而是对比较困难的刻度（如双对数刻度）采用螺线刻度。一个八英寸高级圆算尺可以有一个50英寸双对数刻度！
技术上来讲，圆算尺的真正缺点在于不那么重要的刻度离中心比较近，所以精度较差。历史上，圆算尺的主要缺点只是它们不是标准的。多数学生在直算尺上学习算尺使用方法，然后没有发现有换到圆算尺的必要。
今天还在全球日常使用的算尺是E6B。这是1930年代第一次制造的一把圆算尺，用于帮助飞机飞行员进行航位推算法计算。这在所有飞行商店依然可以买到，并仍被广泛使用。当全球定位系统减少了航位推算在航空中的使用的同时，E6B仍然被用作首选或被用航位推算仪器并且大部分飞行学校将它的某种程度的掌握作为学习要求。
1952年、瑞士表公司百年灵（Breitling）引入了一款飞行员腕表，带有集成圆算尺用于飞行时间计算:Breitling Navitimer（百年灵航时计算器）。Navitimer圆算尺，被百年灵称为"航空计算器"，其特色在于飞行速度，爬升速度，飞行时间，距离，和燃料消耗函数，以及公里–海里和加仑–升燃料容量转换函数。

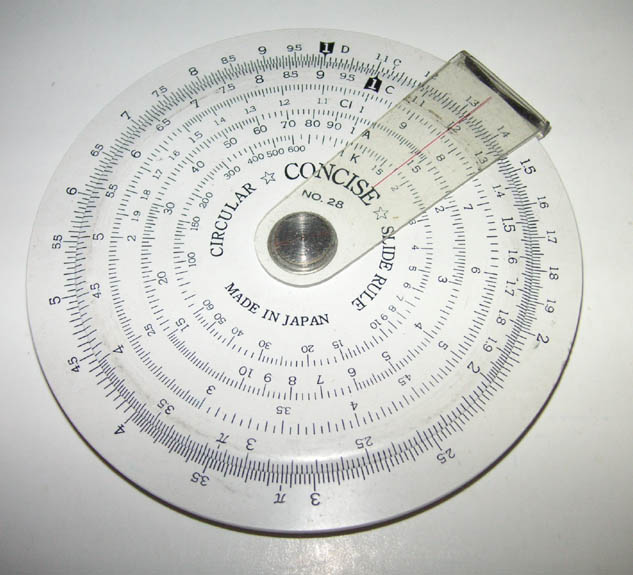

### 柱状算尺
柱状算尺（Cylindrical slide rules）主要有两种：螺旋刻度柱状算尺（比如Fuller算尺，Otis King算尺和Bygrave算尺）、滑块式柱状算尺（比如Thacher和部分型号的Loga算尺）。柱状算尺与普通算尺相比，好处是：更长的刻度以及更高的准确性。

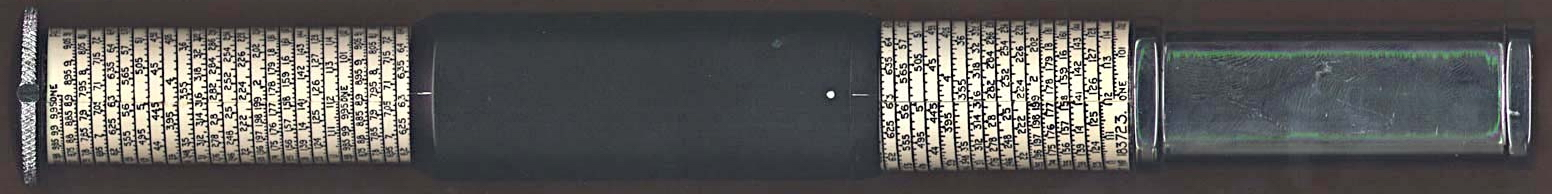
Otis King Model K

### 材料
传统上，算尺由硬木制成，例如桃花心木或黄杨木，再加上玻璃或金属滑槽。1895年，日本公司逸見計算尺开始用竹子制作算尺，其优点是对温度和湿度不那么敏感。这些竹算尺于1933年秋引入瑞典 （页面存档备份，存于）， 可能只比引入德国早一点点。
最好的早期算尺是竹子作的，它尺寸稳定，坚固并且自然的自润滑。它们采用赛璐珞或塑料刻度。有些采用桃花心木制作。由来的算尺由塑料制成，或者漆了塑料的铝。
所有高级算尺都刻了数字和刻度，然后填上漆或其他树脂。漆或烙的算尺质量差一点，因为刻度容易磨掉。
早期的游标是带金属框的玻璃。后来的游标是在聚四氟乙烯轴承上滑动的丙烯酸树脂或聚碳酸酯。
带放大镜的游标可以帮助视力差的工程师，也可以把算尺的精度加倍。
高级的算尺带有精巧的钩子，使得尺子不会意外脱开，还有缓冲器，使得把尺子扔到桌子上时不会把刻度或游标滑伤。
推荐的雕刻刻度的清理方式是用钢丝绒轻轻的擦洗。对于漆算尺，保险的方法是用商用窗户清洁液和一块软布。

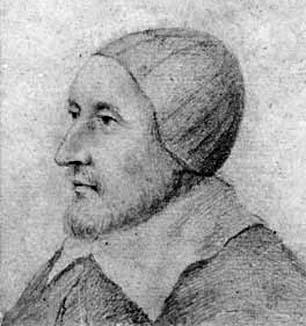
William Oughtred（1575–1660），算尺的发明者。

## 历史
计算尺发明于大约1620–1630年，在約翰·納皮爾对数概念发表后不久。牛津的埃德蒙·甘特（Edmund Gunter）发明了一种使用单个对数刻度的计算工具，当和另外的测量工具配合使用时，可以用来做乘除法。1630年，剑桥的威廉·欧垂发明了圆算尺，1632年，他组合两把甘特式计算尺，用手合起来成为可以视为现代的计算尺的设备。和与他同时代的牛顿一样，欧垂将他的想法私下传授给他的学生，却延迟发表它们，也和牛顿一样，他卷入了发明优先权的纠纷，是和他曾经的学生Richard Delamain。欧垂的想法只在他学生William Forster在1632和1653年的出版物中公开过。
1722年，Warner引入了2-和3-十进刻度，1755年Everard导入倒数刻度；包含所有这些刻度的算尺通常称为“多相”算尺。
更现代的形式是由法国炮兵中尉Amédée Mannheim于1859年引入，“他很幸运，因为他的算尺由全国闻名的公司制作并被法国炮兵采用。”大约也就是在那个时间，随着工程成为受到承认的一种职业活动，算尺在欧洲开始广泛使用。直到Edwin Thacher在那里引入了圆算尺,算尺才变得普遍起来。双工尺于1891年由William Cox发明，由纽约的Keuffel&Esser公司生产。
第二次世界大战中，需要进行快速计算的投弹者和航行者经常使用专用算尺。美国海军的一个办公室实际上设计了一个通用算尺“底盘”，它由一个铝主体和塑料游标，可以把赛璐珞卡片（两面印刷）插到里面以进行特定的计算。这个过程被发明来用于计算射程，燃料使用和飞行器高度，然后用于很多目的。参与曼哈顿计划的原子物理学家恩里科·费米就常随身携带一把计算尺。
从1950年代到1960年代，计算尺是工程师身份的象征，如同聽診器代表了医学行业一样。列举一则轶事：德国火箭专家沃纳·冯·布劳恩，在二战后到美国从事航天计划工作时随身带了两把三十年代的老式“Nestler”算尺。终其一生，他没有用过任何其他袖珍计算仪器；显然计算尺在他进行火箭设计的参数估算，和其他计算中，完美的完成任务。
有些工程系的学生和工程师常把10-英寸算尺别在皮带上，或者把一把10-或20-英寸算尺安放在家中或办公室里做精确运算用（当然，再精确运算，计算尺就不行了，需要一本厚厚的八位对数表），而随身携带一把5-英寸袖珍算尺。所有这一切在1970年代告终，因为微型计算器顿使算尺过时。袖珍科学计算器（即带有三角和对数函数的计算器）的诞生为计算尺敲响了最后的丧钟。1972年的惠普HP-35是最早的科学计算器。
2004年，教育研究者David B. Sher和Dean C. Nataro构想了基于加减化法的新型算尺，一个比对数更老的快速计算乘积的算法。但是除了最初的原型，并没有人有制造该算尺的实际兴趣。

## 优缺点
- 算尺趋向于使"假精度"和有效数字的错误得到纠正。通常算尺使用者的精度是3位。这和多数工程公式所用的数据是相符合的（例如材料强度，精确到2到3位精度，有大量的安全系数—典型值为1.5倍以上—存在，作为对建筑水平的误差，变化和材料的变化的附加修正）。当使用现代的袖珍计算器时，精度显示为7到10位，而实际上，结果不可能比输入数字有更多的精度。
- 算尺需要一直估算结果的数量级。在算尺上，1.5 × 30（等于45）和1,500,000 × 0.03（等于45,000）结果相同。这取决于工程师来持续的估算结果的"有效性"：这在计算机程序或计算器的使用中经常不存在，例如可能是一个没有能力判断数字的合理性的职员在操作计算器。
- 当计算一系列乘法或除法，而因子相同的话，答案可以直接从算尺上扫到，而不用任何操作。例如，在上图的算尺上，你可以计算任何乘2的运算，只要看，不用手。这在计算百分比的时候很有用，例如考试成绩。
- 算尺不用电池。
- 計算尺十分輕便。
- 考場不允許帶電腦和電子計算機，可以帶計算尺。
- 算尺，不像电子计算器，是高度标准化的，所以当换另一把尺的时候，没必要重新学习。

在使用电子计算器之余再使用算尺的好处是：一个重要的计算可以通过算两遍来校对；因为两个仪器区别太大，不大可能两次犯同样的错误。
缺点：计算尺最大的缺点是不能进行加法和减法运算，必须用算盘或其他辅助工具进行加减运算。

## 计算尺在中国
中国历史上最早使用计算尺的是康熙皇帝，他使用的是一把象牙制的甘特式计算尺，当时称为假数尺。康熙时代的假数尺有四种类型：假数尺、正弦假数尺、切线假数尺、割线假数尺。故宫博物院现藏多把康熙御制的铜质和象牙假数尺。

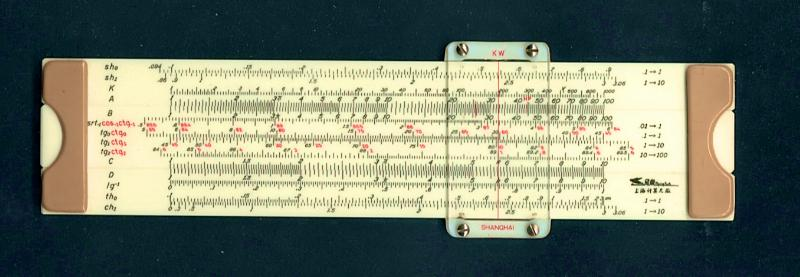
上海计算尺厂制造的1200型矢量自然对数计算尺

70年代以前中国的理工科学生，人手一把，是必不可少的计算工具。上海计算尺厂制造的“矢量自然对数计算尺”是仿Keuffel & Esser式的，另有一型短计算尺则是仿德国Faber-Castell，制造精确美观。
KE型计算尺不带厘米、毫米刻度；德国Faber-Castell计算尺的优点是带厘米、毫米刻度尺，既可用于计算，又可用于划线制图。

## 寻找和收藏算尺

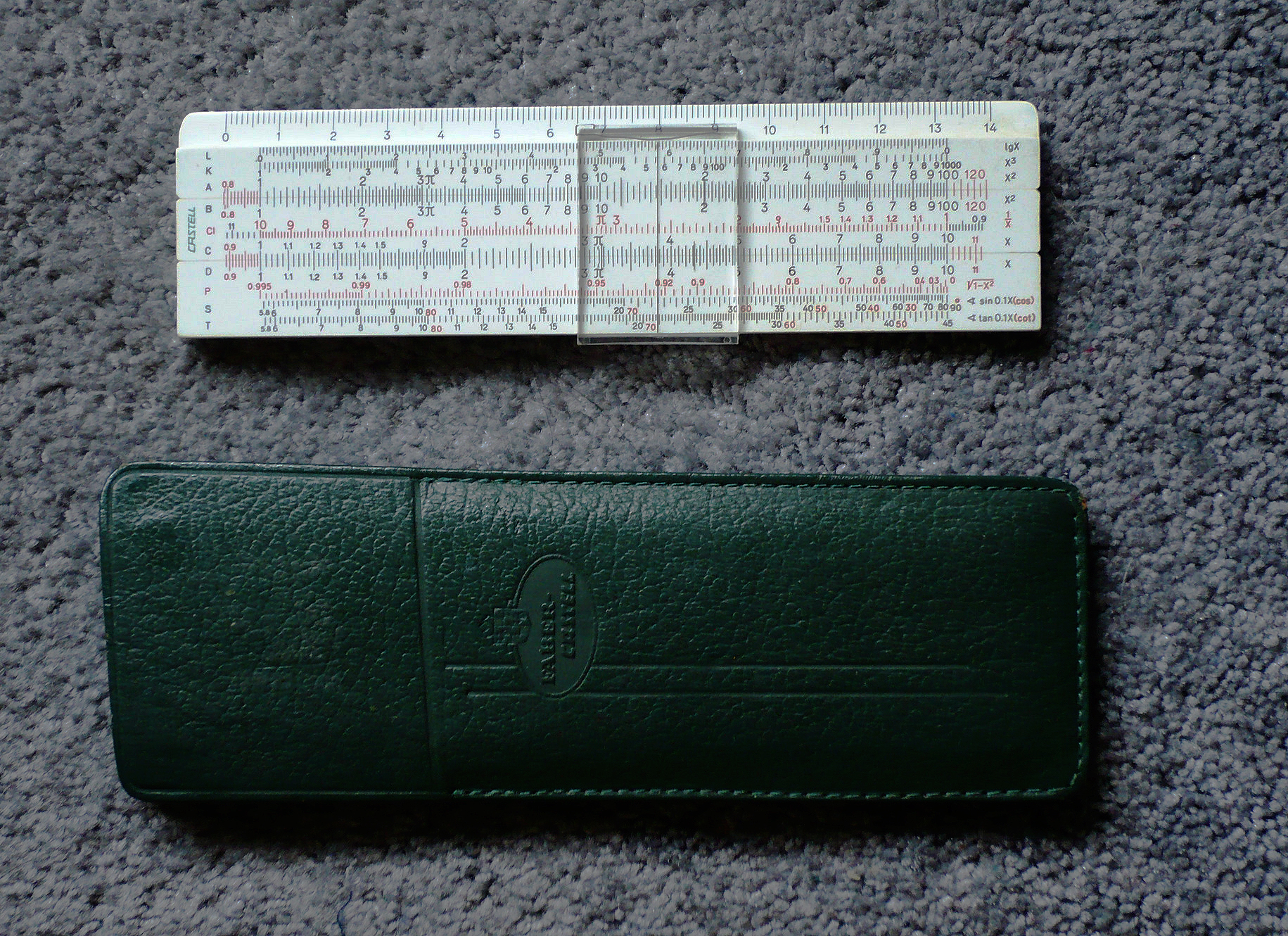
Faber Castell 5英寸 计算尺

由于上面给出的原因，有些人依然喜欢使用计算尺而不是电子计算器作为实用的计算工具。很多其他人则出于怀旧保留了他们的老算尺，或者作为爱好收集算尺，或作为别开生面的摆设品。
很流行的型号有Keuffel & Esser的Deci-Lon，高级科学和工程计算尺，分为10-英寸"普通"型（Deci-Lon 10）和5-英寸"袖珍"型（Deci-Lon 5）。另一个流行的美国型号是8-英寸科学仪器圆算尺。欧洲的型号中，Faber-Castell的高端型号在收藏者中最为流行。
虽然有大量算尺在市场上流通，保存良好的标本经常令人吃惊的昂贵。很多在在线拍卖网站上卖的算尺由破损或缺零件。替换部件很稀缺，所以很贵，通常只在个人收藏者的网站上有零星出售。Keuffel&Esser1950年以前的型号特别有问题，因为游标的末端随着时间会被化学反应损毁。很多情况下，最经济的获得可以用的算尺的办法是购买多把同一型号的算尺，再把他们的部件组装起来。
猎寻计算尺的最佳去处是“跳蚤市场”，常可不期而遇地花2美元买到保存良好的KE或Faber-Castell计算尺。

## 附注
1. ^ 重置刻度不是处理像{\displaystyle 2\times 7}这样的超范围乘法的唯一办法;其他方法有: (1)使用双-十刻度。(2)使用折叠刻度。在这个例子中，把C刻度的1对准D刻度的2就可以了。把游标移动到CF的7，再从DF读取结果。(3)使用CI刻度。把CI上的7放到D刻度的2上面，然后从D刻度的对准CI刻度的1的地方读取结果。因为1在CI上出现两次，总有一个在范围内。方法1很容易理解，但会带来精度的损失。方法3的优点在于它只用两个刻度。
2. ^  双对数双工Decitrig算尺4081号：手册, Keuffel & Esser, Kells, Kern，和Bland, 1943, p. 92.
3. ^  多相双工算尺，自学手册, Breckenridge, 1922, p. 20.